# Phoroncidia triunfo
Phoroncidia triunfo là một loài nhện trong họ Theridiidae.
Loài này thuộc chi Phoroncidia. Phoroncidia triunfo được Herbert Walter Levi miêu tả năm 1964.